# St.-Johannis-Mühle (Flensburg)

Die St.-Johannis-Mühle im Mai 2025

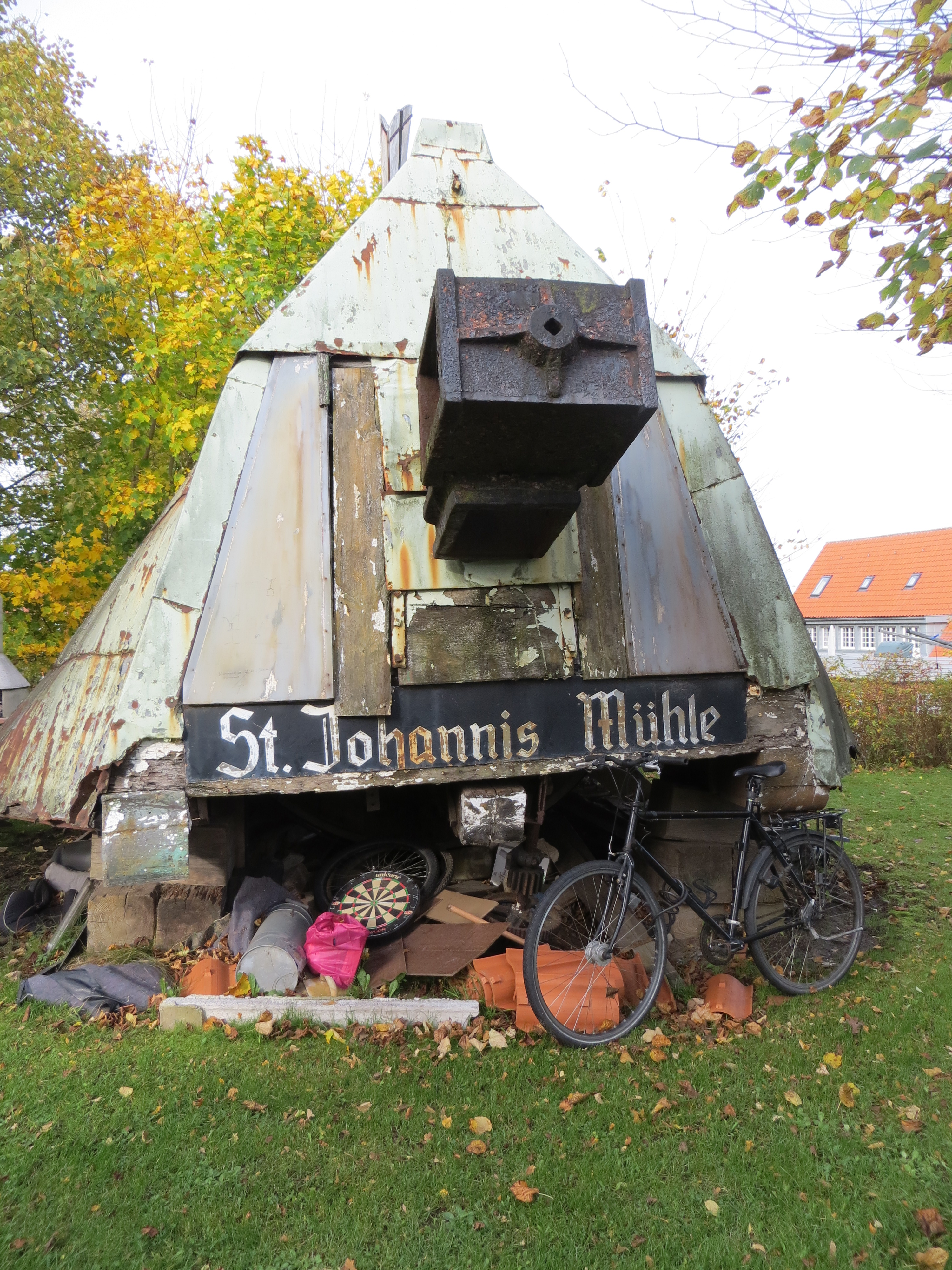
Die alte Kappe der St.-Johannis-Mühle neben der Mühle (2013)

Die St.-Johannis-Mühle (auch Johannismühle genannt) ist eine 1808 erbaute Windmühle in Flensburg, die im Winkel der Straßen Adelbylund und An der Johannismühle auf einer Anhöhe im Flensburger Stadtteil Sandberg steht. Neben der Bergmühle in der Flensburger Nordstadt ist der zweistöckige Galerieholländer eine der letzten beiden Mühlen der einst von 24 Wasser- und 30 Windmühlen geprägten Stadt und die einzige Windmühle im Osten Flensburgs.

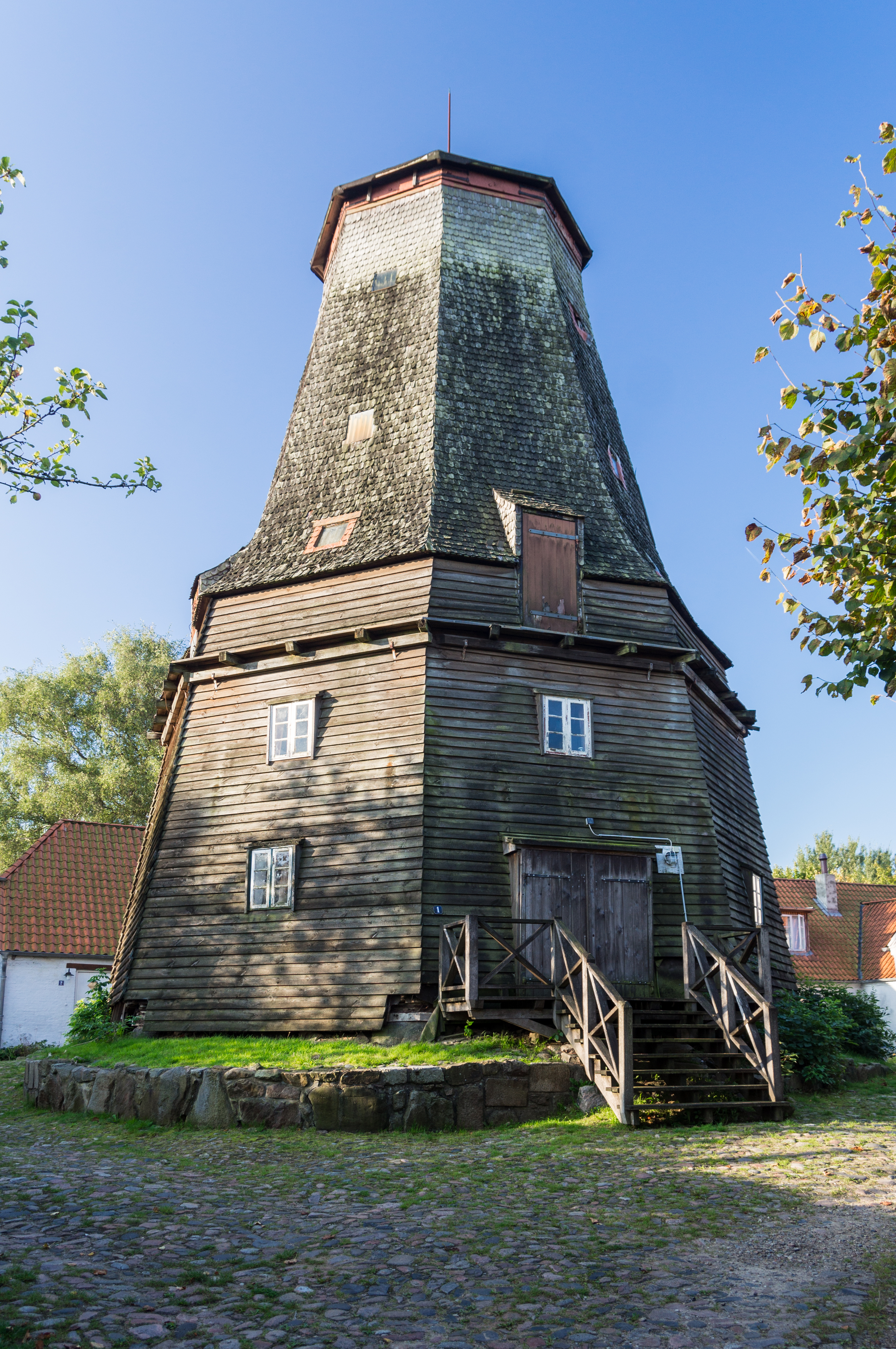
Die St.-Johannis-Mühle (Zustand 2013)

Die Pächter des königlichen Mühlengeweses, Klostervorsteher Ricklef Ingwersen, Makler Andreas Boysen und der Kaufmann Hans Petersen-Schmidt, die bereits 18 Jahre zuvor die Bergmühle errichten ließen, bauten die St. Johannismühle im Jahr 1808 als ihre dritte Eigentumsmühle. Zwar wird dort seit 1939 kein Korn mehr gemahlen, aber von außen konnte die Johannismühle nach Restaurierungsarbeiten der Wohnungsbau GmbH erhalten werden. Die Stadt Flensburg, seit 1927 im Besitz der Mühle, stellte das Gebäude 1971 unter Denkmalschutz.
Da sich niemand mehr um das Gebäude kümmerte und die notwendigen Investitionen unterblieben, verfiel die Mühle im Laufe der Jahre immer mehr. Die Flügel und die Kappe mussten aus Sicherheitsgründen abgenommen werden. 2021 kaufte das Ehepaar Lutz Fiesser (Initiator der Phänomenta) und Gabriele Fiesser-Meienbrock die Mühle und die umliegenden Gebäude. In den folgenden Jahren wurde sie f̂ür 1,2 Millionen Euro denkmalgerecht renoviert. Seit 2024 befinden sich vier moderne Ferienwohnungen in der Mühle. 2025 wurde auch die Kappe wieder aufgesetzt.